# مانوئلا کارمنا
مانوئلا کارمنا (انگلیسی: Manuela Carmena؛ زادهٔ ۹ فوریهٔ ۱۹۴۴) یک سیاست‌مدار اهل اسپانیا است.